# Afrikaans taalpurisme
Afrikaans taalpurisme is het sociolinguïstische fenomeen van taalzuivering in het Afrikaans.

## Vreemde invloeden

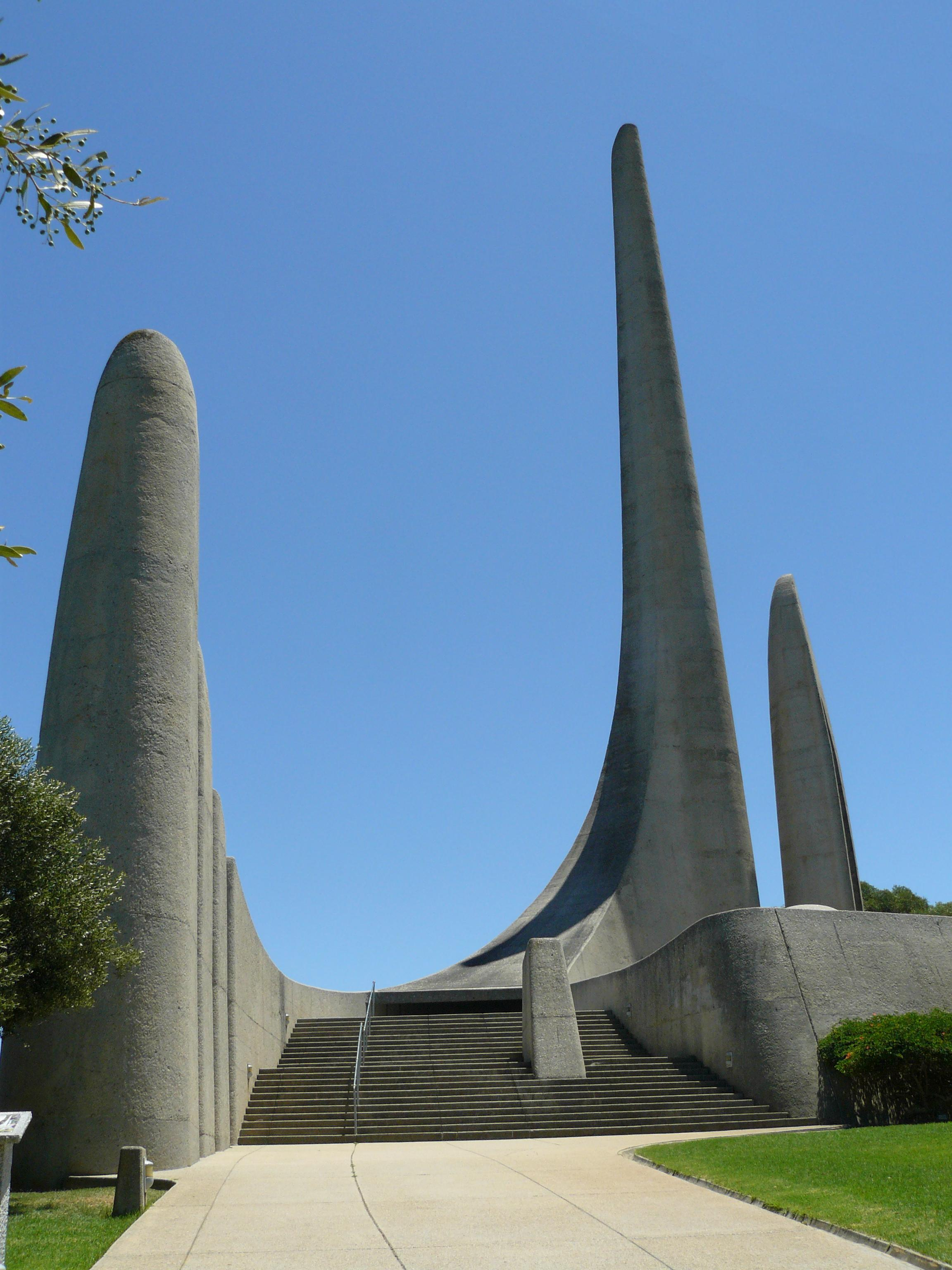
Het Afrikaanse taalmonument

In de 19e eeuw is in Zuid-Afrika een beweging op gang gekomen, die een eigen Afrikaanse schrijftaal wilde creëren en zo het Zuid-Afrikaanse Nederlands los wilde koppelen van de oude cultuurtaal. In die taalstrijd ondervonden de Zuid-Afrikanen veel tegenstand van de Britse overheersing. Rond de vorige eeuwwisseling woedden aan de Kaap immers de Boerenoorlogen. Pas in 1902 na het einde van de Tweede Boerenoorlog kwam de Afrikaanse ontvoogdingsbeweging werkelijk op gang.
Het duurde nog tot 1925, voordat het Afrikaans uiteindelijk naast het Nederlands en het Engels officiële erkenning kreeg als aparte taal. Mede door de stigmatisering die van het Afrikaans uitgaat sinds de val van het apartheidsregime, neemt het aantal sprekers van de taal bovendien nog steeds af in het voordeel van het Engels.
Sedert de 17e eeuw heeft het Afrikaans blootgestaan aan allerhande vreemde invloeden. Zo is uit de inheemse talen van Zuid-Afrika bijvoorbeeld het woord gogga ‘insect’ afkomstig en is aan het Maleis het zeer frequente woord baie ‘veel’ ontleend. Er is door de eeuwen heen ook een groot aantal Portugese woorden in het Afrikaans binnengeslopen. Leenwoorden als sambreel ‘paraplu’, tarentaal ‘parelhoen’ of tronk ‘gevangenis’ zijn oorspronkelijk uit het Portugees afkomstig. Het Portugees heeft bovendien zelfs een zekere invloed uitgeoefend op de grammaticale structuur van het Afrikaans.

## Taalpurisme
Nadat de Kaapkolonie in de 18e eeuw in Britse handen terechtkwam, werd het Engels de voornaamste bron van nieuwe ontleningen. Woorden als brekfis ‘ontbijt’ of sokker ‘voetbal’ wijzen op een zeer grote invloed van het Engels. Sinds de standaardisering van het Afrikaans heeft de taal bijgevolg ook altijd een strijd geleverd tegen de toename van Engelse leenwoorden. In Zuid-Afrika worden immers Engels en Afrikaans naast elkaar gesproken en het Engels heeft dan ook steeds een reëel gevaar gevormd voor het Afrikaans. Taalpurismen als hysbak ‘lift’, melkskommel ‘milkshake’ of rekenaar ‘computer’ zijn dan ook moedwillig vervaardigd ter vervanging van de oorspronkelijke Engelse leenwoorden.
Alle taalzuivering heeft het Afrikaans echter niet kunnen beschermen tegen het oprukkende Engels. Bovendien is er door stelselmatig taalpurisme een kloof gecreëerd tussen geschreven en gesproken Afrikaans; ongeveer zoals vroeger een kloof bestond tussen Standaardnederlands en gesproken Afrikaans. De voornaamste verdienste van het Afrikaanse purisme is dat de taal zich tegenover het Engels als schrijftaal heeft kunnen consolideren, hoewel het Engels in steeds meer domeinen van de samenleving wordt gebruikt.